# Krigsåret 2001

## Pågående krig
- Afghanistankriget (2001-)[1]

## Händelser

### Januari
- 2 - En UNCC-rapport menar att de samlade kraven på Irak efter Gulfkriget uppgår till motsvarainde 300 miljarder SEK.[2]
- 11 - 70-åriga Biljana Plavšić ställs inför rätta i Haag, anklagad för folkmord. Hon förklarar sig oskyldig.[2]
- 11 - Rysslands president Vladimir Putin meddelar att Ryssland skall dra ner på truppernas närvaro vid konflikten i Tjetjenien.[2]

### Februari
- 1 - Serbiens nye inrikesminister Dušan Mihajlović meddelar på en presskonferens att Slobodan Milošević sitter i husarrest, och att bostaden vaktas från prisjägare som vill lämna ut honom till Haag.[2]
- 2 - Serbiens premiärminister Zoran Đinđić förklarar sig under ett USA-besök vara betett att samarbeta med Haagtribunalen för att driva en serbisk rättegång parallellt med "extern rättsskipning".[2]
- 16 - Amerikanska och brittiska stridsflygplan angriper militära radaranläggningar i Bagdad i Irak. Irak har på senare tid smugglat in luftvärnsmissiler från Vitryssland och Ukraina.[2]
- 22 - Krigsförbrytartribunalen i Haag fastslår genom en dom mot tre tidigare bosnienserbiska soldater, som var befäl under Bosnienkriget 1992-1995, att våldtäkt är ett brott mot mänskligheten.[2]
- 26 - En massgrav med tre kroppar efter 16 civila hittas utanför en rysk militärbas i Groznyj, enligt oberoende människorättsorganisationen Memorial bär liken spår av skottsår och tortyr, ryska militären menar att de döda är offer för rebeller.[2]

### Mars
- 4 - Kosovalbansk gerilla dödar tre makedoniska soldater i en by nära gränsen till Serbien, och efter krismöte stänger Makedonien gränsne, och Kosovo Force förstärker sina trupper. Makedonien har en stor albansk minoritet, cirka 30 &, som kräver att albanska skall få officiell status, och att man ska kunna studera albanska och att konstitutionen ändras.[2]
- 17 - Efter fyra dagars stridigheter lyckas makedoniska styrkor driva tillbaka de albanska rebellerna från deras strategiska positioner utanför Tetowo.[2]
- 26 - Det meddelas att ett 40-tal svenska soldater, beväpnad med granatkastare och automatkarbiner, skall ingåi i den multinationella styrka som skall bevaka det oroliga gränsområdet i Makedonien.[2]

### April
- 3 - 95 personer skadas i Gaza och Rafah i Gazaremsan då israelisk militär genomför en helikopterräd med raketbeskjutning som vedergällning för tre granater som avlosades mot en judisk bosättning där en vuxen och ett spädbarn skadades svårt.[2]

### Maj
- 1 - USA:s president George W. Bush meddelar att han tänker genomföra planerna på ett amerikanskt rymdbaserat missilförsvar. Han menar att hotet inte längre kommer från Ryssland utan ett litet antal länder, som ägnar sig åt "terror och utpressning".[2]
- 24 - Makedoniens armé anfaller byar som UÇK hållit i tre veckor. Enligt gerillan har över 200 civila dödats.[2]
- 28 - Makedoniens armé fortsätter för femte dagen sin offensiv mot den albanska gerillan. Bara ett dussintal byar har befriats från gerillan, trots intensiva anfall med artilleri, stridsvagnar och helikoptrar.[2]
- 29 - Stridigheterna i norra Makedonien fortsätter i oförminskad skala.[2]

### Juni
- 28 - Slobodan Milošević utlämnas till Haagtribunalen, och anländer sent om kvällen.[2]

### Juli
- 3 - Slobodan Milošević anklagar Haagtribunalen för att försvara "NATO:s brott mot Jugoslavien" under kriget 1999.[2]
- 25 - Kravaller i Skopje samt strider med albansk gerilla rent [Tetovo] leder till att den tre veckor långa vapenvilan kollapsar. Regeringsrepresentanter kritiserar EU och NATO för att stödja gerillan.[2]

### Augusti
- 15 - Nato skickar en liten trupp till Makedonien för att avväpna den albanska gerillan. NATO betonar att avväpningen skall ske frivilligt, sedan de fyra regeringspartierna enats om förbättring av den albanska minoritetens ställning.[2]
- 27 - Nato har inlett vapeninsamlingen av den albanska gerillan i Makedonien. Läget är spännt, och en brittisk soldat har blivit dödad, men NATO har fått in fler vapen än väntat.[2]

### September
- 11 - al-Qaida attackerar WTC i New York och Pentagon; 11 september-attackerna.
- 12 - 13 palestinier dödas och ett 50-tal skadas då Israel anfaller Jenin på Västbanken samt tre mindre samhällen. Attacken är en vedergällning för självmordsbomber, enligt Israels armé utförda av personer från Jenin.[2]
- 13 - Israel anfaller Jeriko, Qaliqilya och Jenin, vilka är tre av det palestinska självstyrets åtta städer på Västbanken.[2]
- 15 - Israel anfaller palestinska mål, bland annat underrättelsens högkvarter i Gazaremsan, med flyg, fartyg och marktrupper.[2]
- 17 - Yassir Arafat ger sina styrkor order om eldupphör.[2]
- 18 - Israel drar tillbaka sina styrkor från områden omfattade av det palestinska självstyret.[2]

### Oktober
- 7 - USA och Storbritannien inleder anfallet mot talibanerna i Afghanistan. Kabul och Kandahar angrips i natten av Tomahawkar samt amerikanska och brittiska bombflygplan.[3]
- 8 - USA och Storbritannien fortsätter bomba i Afghanistan. Kabul och Kandahar angrips i natten av Tomahawkar samt amerikanska och brittiska bombflygplan.[3]
- 10 - Talibanregimen i Afghanistan uppger att 76 civila dödats och över 100 skadats av USA:s och Storbritanniens bombningar i Afghanistan. Stora protester mot bombningarna i Pakistan, där även skottlossning förekommer, samt i västvärlden.[3]
- 11 - Det 180 000 ton tunga vraket efter förolyckade ryska atomubåten Kursk har föregående söndag framgångsrikt bärgats och bogserats till hamnstaden Rosljakov, sedan det lyfts av 26 stålvajrar och efter 18 timmar blivit fastsurrat vid kranpråmen Gigant 4. Öppenheten kring olyckan visar de ryska myndigheternas vilja till demokratisk utveckling.[3]
- 13 - Talibanledaren Usama bin Ladin antas ha sökt skydd i det grottsystem som funnits i Afghanistan sedan Alexander den stores tid.[3]
- 13 - Tusentals personer i Afghanistan flyr de bombade städerna. Cirka 5 000 flyktingar har nått Pakistan.[3]
- 16 - För andra dagen uppstår nya stridhgeter i Kashmir då eld från granater och kulsprutor hörs och bryter vapenstilleståndet.[3]
- 19 - USA sätter in marktrupper, främst jägarförband och spaningstrupper, på talibanernas område i söder.[3]
- 21 - Norra alliansen rycker fram i Afghanistan, i skydd av USA:s bombningar norr om Kabul.[3]
  - Ett 20-tal palestinier dödas under en helg präglad av gatustrider mellan palestinier och israeliska styrkor på Västbanken.[3]
- 20 - Över 100 amerikanska kommandosldater i Afghanistan medverkar i en blixaktion mot talibanledaren Muhammad Omars högkvarter, som dock visar sig vara övergivet.[3]
- 21-24 - Norra alliansen rycker fram i Afhganistan, i skydd av USA:s bombningar norr om Kabul.[3]
- 23 - IRA meddelar att man förstör egna vapen, ammunition och sprängämnen för att rädda fredsprocessen. Det är oklart hur stor avväpningen är, men den är ett historiskt genombrott för lösningen på konflikten.[3]
- 28 - USA trappar upp anfallen i Afghanistan, då talibanernas motstånd visar sig hållfastare än väntat, och talibanerna gömmer sig bland civilbefolkningen vilket gör det svårare att bomba dem. Ett stort antal civila, bland annat kvinnor och barn, har omkommit då bostadshus träffats av bomberna och missilerna. Alltmer kritik mot USA kommer, och kriget tycks bli långt.[3]
- 31 - Norska staten stäms av 122 så kallade krigsbarn, norsk mor, tysk far, för att genom uttalanden och passivitet inte ha ingripit mot trakasserier och övergrepp på barnhem, skolor och i vardagen. De kräver 2 miljoner NEK var i skadestånd.[3]

### November
- 1 - Sveriges statsminister Göran Persson har kritiserat USA för använddandet av klusterbomber i Afghanistan, och vill se förbud.[3]
- 4 - USA genomför massiva bombanfall över om "talibanfästet" Mazar-i-Sharif i Afghanistan, och förbereder Norra alliansens erövring av staden.[3]
- 9 - Norra alliansen i Afghanistan intar strategiskt viktiga staden Mazar-i-Sharif, samt genomför stora truppkoncentrationer vid frontlinjen norr om Kabul.[3]
- 10 - Talibanledaren Usama bin Ladin hotar i en intervju med kemiska stridsmedel och kärnvapen.[3]
- 11 - Norra alliansen i Afghanistan omringar 15 000 talibaner i Kunduzprovinsen nära gränsen till Tadzjikistan. Allt fler talibaner deserterar.[3]
- 12 - Norra alliansen rycker fram i Afghanistan, och står blott sex mil från Kabul.[3]
- 13 - På morgonen lämnar de sista talibanerna Kabul i Afghanistan, och Norra alliansen tågar in i staden, bemötta av jublande invånare. Även städerna Tarin Pot, Pol-e Alam och Jalalabad erövras samma dag.[3]
- 16 - Talibanerna i Afghanistan lämnar Kandahar och beger sig upp i bergen, där de förskansar sig i grottsystemen. Talibanledaren Usama bin Ladin fortfarande på fri fot.[3]
- 18 - Kommande år kan sju tidigare öststater komma att erbjudas NATO-medlemskap.[3]
- 23 - Slobodan Milošević åtalas, som förste tidigare statschef, för folkmord i Haagtribunalen. Åtalet gäller flera punkter, men framför allt hans ikdirekta "bfälsansvar" för brott som han varken skall ha försökt hindra eller bestraffa. Rättegången skall inledas i april 2002, och väntas ta 18-24 månader.[2]

### December
- 12 december - USA:s president George W. Bush säger ensidigt upp ABM-avtalet.[3]
- 19 december - I Sri Lanka utlyser LTTE vapenvila.[3]
- 21 december - Sri Lankas regering meddelar att man kommer respektera vapenvilan som LTTE utlyste den gångna onsdagen.[3]
- 27 december - Konflikten mellan Indien och Pakistan trappas upp. Trupper och missiler placeras utmed gränsen. Omvärlden vädjar om dialog, men Indien kräer att Pakistan stoppar muslimska gerillatrupepr som slåss för Kashmirs självständighet.[3]

### Fotnoter
1. ↑  ”World Statesmen”. http://www.worldstatesmen.org/WARS.html. Läst 28 juni 2011.
2. 1 2 3 4 5 6 7 8 9 10 11 12 13 14 15 16 17 18 19 20 21 22 23 24 25 26 27   När Var Hur 2002. DN
3. 1 2 3 4 5 6 7 8 9 10 11 12 13 14 15 16 17 18 19 20 21 22 23 24 25 26 27 28   När Var Hur 2003. DN